# Schleswig-Holstein települései

## Városok és községek
Schleswig-Holstein önálló települései (a városok félkövérrel szedve):
| Ábécé szerinti tartalomjegyzék                      |
| --------------------------------------------------- |
| A B C D E F G H I J K L M N O P Q R S T U V W X Y Z |

### A
| - Aasbüttel - Achterwehr - Achtrup - Aebtissinwisch - Agethorst - Ahlefeld-Bistensee - Ahneby - Ahrensbök - Ahrensburg - Ahrenshöft - Ahrenviöl - Ahrenviölfeld - Albersdorf | - Albsfelde - Alkersum - Almdorf - Alt Bennebek - Alt Duvenstedt - Altenhof - Altenholz - Altenkrempe - Altenmoor - Alt Mölln - Alveslohe - Ammersbek - Appen | - Arkebek - Arlewatt - Armstedt - Arnis - Arpsdorf - Ascheberg (Holstein) - Ascheffel - Aukrug - Aumühle - Ausacker - Auufer - Aventoft - Averlak |

### B
| - Bad Bramstedt - Badendorf - Bad Oldesloe - Bad Schwartau - Bad Segeberg - Bahrenfleth - Bahrenhof - Bäk - Bälau - Bargenstedt - Bargfeld-Stegen - Bargstall - Bargstedt - Bargteheide - Bargum - Bark - Barkelsby - Barkenholm - Barlt - Barmissen - Barmstedt - Barnitz - Barsbek - Barsbüttel - Basedow - Basthorst - Bebensee - Behlendorf - Behrendorf - Behrensdorf (Ostsee) - Beidenfleth - Bekdorf - Bekmünde - Belau - Beldorf - Bendfeld - Bendorf - Bergenhusen - Bergewöhrden - Beringstedt - Berkenthin - Beschendorf - Besdorf - Besenthal | - Bevern - Bilsen - Bimöhlen - Bissee - Blekendorf - Bliestorf - Blomesche Wildnis - Blumenthal - Blunk - Böel - Bohmstedt - Böhnhusen - Bokel (bei Rendsburg) - Bokel (Kr. Pinneberg) - Bokelrehm - Bokholt-Hanredder - Bokhorst - Böklund - Boksee - Bollingstedt - Bondelum - Bönebüttel - Bönningstedt - Boostedt - Bordelum - Bordesholm - Boren - Borgdorf-Seedorf - Borgstedt - Borgsum - Borgwedel - Börm - Bornholt - Bornhöved - Börnsen - Borsfleth - Borstel (Holstein) - Borstel-Hohenraden - Borstorf - Bosau - Bosbüll - Bösdorf - Bothkamp - Bovenau | - Böxlund - Braak - Braderup - Brammer - Bramstedtlund - Brande-Hörnerkirchen - Brebel - Bredenbek - Bredstedt - Breiholz - Breitenberg - Breitenburg - Breitenfelde - Brekendorf - Breklum - Brickeln - Brinjahe - Brodersby (Angeln) - Brodersby (Schwansen) - Brodersdorf - Brokdorf - Brokstedt - Bröthen - Brügge - Brunsbek - Brunsbüttel - Brunsmark - Brunstorf - Büchen - Buchholz (Dithmarschen) - Buchholz (bei Ratzeburg) - Buchhorst - Büdelsdorf - Bühnsdorf - Bullenkuhlen - Bünsdorf - Bunsoh - Burg - Busdorf - Busenwurth - Büsum - Büsumer Deichhausen - Büttel |

### C
| - Christiansholm | - Christinenthal |  |

### D
| - Dagebüll - Dägeling - Dahme - Dahmker - Daldorf - Dalldorf - Damendorf - Damlos - Dammfleth - Damp - Damsdorf - Dänischenhagen | - Dannau - Dannewerk - Dassendorf - Dätgen - Delingsdorf - Dellstedt - Delve - Dersau - Diekhusen-Fahrstedt - Dingen - Dobersdorf - Dollerup | - Dollrottfeld - Dörnick - Dörphof - Dörpling - Dörpstedt - Drage (Nordfriesland) - Drage (Steinburg) - Dreggers - Drelsdorf - Düchelsdorf - Dunsum - Duvensee |

### E
| - Eckernförde - Ecklak - Eddelak - Eggebek - Eggstedt - Ehndorf - Einhaus - Eisendorf - Elisabeth-Sophien-Koog - Ellerau - Ellerbek | - Ellerdorf - Ellerhoop - Ellhöft - Ellingstedt - Elmenhorst (Lauenburg) - Elmenhorst (Stormarn) - Elmshorn - Elpersbüttel - Elsdorf-Westermühlen - Elskop | - Embühren - Emkendorf - Emmelsbüll-Horsbüll - Engelbrechtsche Wildnis - Enge-Sande - Epenwöhrden - Erfde - Escheburg - Esgrus - Eutin |

### F
| - Fahrdorf - Fahren - Fahrenkrug - Fargau-Pratjau - Fedderingen - Fehmarn - Felde - Feldhorst - Felm - Fiefbergen | - Fitzbek - Fitzen - Fleckeby - Flensburg - Flintbek - Fockbek - Föhrden-Barl - Fredeburg - Fredesdorf - Freienwill | - Fresendelf - Frestedt - Friedrichsgabekoog - Friedrichsgraben - Friedrichsholm - Friedrichskoog - Friedrichstadt - Friedrich-Wilhelm-Lübke-Koog - Fuhlendorf - Fuhlenhagen |

### G
| - Galmsbüll - Gammelby - Garding - Garding, Kirchspiel - Gaushorn - Geesthacht - Gelting - Geltorf - Geschendorf - Gettorf - Giekau - Giesensdorf - Glasau - Glinde - Glücksburg (Ostsee) - Glückstadt - Glüsing - Gnutz - Göhl - Gokels - Goldebek - Goldelund - Göldenitz - Goltoft - Gönnebek - Goosefeld | - Göttin - Grabau (Lauenburg) - Grabau (Stormarn) - Grambek - Grande - Grauel - Grebin - Gremersdorf - Grevenkop - Grevenkrug - Gribbohm - Grinau - Gröde - Grödersby - Grömitz - Grönwohld - Großbarkau - Groß Boden - Groß Buchwald - Groß Disnack - Großenaspe - Großenbrode - Großenrade - Großensee - Großenwiehe | - Groß Grönau - Großhansdorf - Großharrie - Groß Kummerfeld - Groß Niendorf - Groß Nordende - Groß Offenseth-Aspern - Groß Pampau - Groß Rheide - Groß Rönnau - Groß Sarau - Groß Schenkenberg - Großsolt - Groß Vollstedt - Groß Wittensee - Grothusenkoog - Grove - Groven - Grube - Grundhof - Güby - Gudendorf - Gudow - Gülzow - Güster |

### H
| - Haale - Haby - Hadenfeld - Hagen - Hallig Hooge - Halstenbek - Hamberge - Hamdorf - Hamfelde (Lauenburg) - Hamfelde (Stormarn) - Hammoor - Hamwarde - Hamweddel - Handewitt - Hanerau-Hademarschen - Hardebek - Harmsdorf (Lauenburg) - Harmsdorf (Ostholstein) - Harrislee - Hartenholm - Haselau - Haseldorf - Haselund - Hasenkrug - Hasenmoor - Hasloh - Hasselberg - Haßmoor - Hattstedt - Hattstedtermarsch - Havekost - Havetoft - Hedwigenkoog - Heede - Heide - Heidekamp | - Heidgraben - Heidmoor - Heidmühlen - Heikendorf - Heiligenhafen - Heiligenstedten - Heiligenstedtenerkamp - Heilshoop - Heinkenborstel - Heist - Helgoland - Hellschen-Heringsand-Unterschaar - Helmstorf - Helse - Hemdingen - Hemme - Hemmingstedt - Hennstedt (Dithmarschen) - Hennstedt (Steinburg) - Henstedt-Ulzburg - Heringsdorf - Herzhorn - Hetlingen - Hillgroven - Hingstheide - Hitzhusen - Hochdonn - Hodorf - Hoffeld - Högel - Högersdorf - Högsdorf - Hohenaspe - Hohenfelde (Kr. Plön) - Hohenfelde (Steinburg) - Hohenfelde (Stormarn) | - Hohenhorn - Hohenlockstedt - Hohenwestedt - Hohn - Höhndorf - Hohwacht (Ostsee) - Hoisdorf - Hollenbek - Hollingstedt (bei Delve) - Hollingstedt (Treene) - Holm (Kr. Pinneberg) - Holm (Nordfriesland) - Holstenniendorf - Holt - Holtsee - Holzbunge - Holzdorf - Honigsee - Hornbek - Hörnum (Sylt) - Horst (Holstein) - Horst (Lauenburg) - Horstedt - Hörsten - Hörup - Hövede - Hude - Huje - Hummelfeld - Humptrup - Hürup - Husby - Hüsby - Husum - Hüttblek - Hütten |

### I
| - Idstedt - Immenstedt (bei Albersdorf) | - Immenstedt (Nordfriesland) - Itzehoe | - Itzstedt |

### J
| - Jagel - Jahrsdorf - Janneby - Jardelund | - Jerrishoe - Jersbek - Jevenstedt - Joldelund | - Jörl - Jübek - Juliusburg |

### K
| - Kaaks - Kabelhorst - Kaisborstel - Kaiser-Wilhelm-Koog - Kaltenkirchen - Kalübbe - Kampen (Sylt) - Kankelau - Kappeln - Karby - Karlum - Karolinenkoog - Kasseburg - Kasseedorf - Kastorf - Katharinenheerd - Kattendorf - Kayhude - Kellenhusen (Ostsee) - Kellinghusen - Kiebitzreihe - Kiel - Kirchbarkau - Kirchnüchel - Kisdorf - Kittlitz - Klamp - Klanxbüll - Klappholz - Klein Barkau | - Klein Bennebek - Klein Gladebrügge - Klein Nordende - Klein Offenseth-Sparrieshoop - Klein Pampau - Klein Rheide - Klein Rönnau - Klein Wesenberg - Klein Wittensee - Klein Zecher - Klempau - Kletkamp - Kleve (Dithmarschen) - Kleve (Kr. Steinburg) - Klinkrade - Klixbüll - Koberg - Köhn - Koldenbüttel - Kolkerheide - Kollmar - Kollmoor - Kölln-Reisiek - Kollow - Königshügel - Kosel - Köthel (Lauenburg) - Köthel (Stormarn) - Kotzenbüll | - Krempdorf - Krempe - Krempel - Kremperheide - Krempermoor - Krems II - Krogaspe - Krokau - Kronprinzenkoog - Kronsgaard - Kronshagen - Kronsmoor - Kropp - Kröppelshagen-Fahrendorf - Krukow - Krummbek - Krummendiek - Krummesse - Krummwisch - Krumstedt - Krüzen - Kuddewörde - Kuden - Kudensee - Kühren - Kühsen - Kükels - Kulpin - Kummerfeld |

### L
| - Labenz - Laboe - Ladelund - Lägerdorf - Lammershagen - Landrecht - Landscheide - Langballig - Langeln - Langeneß - Langenhorn - Langenlehsten - Langstedt - Langwedel - Lankau - Lanze - Lasbek - Latendorf - Lauenburg/Elbe | - Lebrade - Leck - Leezen - Lehe - Lehmkuhlen - Lehmrade - Lensahn - Lentföhrden - Lexgaard - Lieth - Linau - Lindau - Linden - Lindewitt - List auf Sylt - Lockstedt - Lohbarbek - Lohe-Föhrden - Lohe-Rickelshof | - Loit - Looft - Loop - Loose - Löptin - Lottorf - Löwenstedt - Lübeck - Lüchow - Luhnstedt - Lunden - Lürschau - Lütau - Lütjenburg - Lütjenholm - Lütjensee - Lütjenwestedt - Lutterbek - Lutzhorn |

### M
| - Maasbüll - Maasholm - Malente - Manhagen - Marne - Marnerdeich - Martensrade - Mechow - Meddewade - Medelby - Meezen - Meggerdorf - Mehlbek - Meldorf | - Melsdorf - Meyn - Midlum - Mielkendorf - Mildstedt - Mittelangeln - Möhnsen - Mohrkirch - Molfsee - Mölln - Mönkeberg - Mönkhagen - Mönkloh | - Moordiek - Moorhusen - Moorrege - Mörel - Mözen - Mucheln - Mühbrook - Mühlenbarbek - Mühlenrade - Munkbrarup - Münsterdorf - Müssen - Mustin |

### N
| - Nahe - Nebel - Negenharrie - Negernbötel - Nehms - Nehmten - Neritz - Nettelsee - Neuberend - Neudorf-Bornstein - Neu Duvenstedt - Neuenbrook - Neuendeich - Neuendorf b. Elmshorn - Neuendorf-Sachsenbande - Neuengörs - Neuenkirchen - Neufeld - Neufelderkoog - Neukirchen (Nordfriesland) | - Neukirchen (Ostholstein) - Neumünster - Neustadt in Holstein - Neuwittenbek - Neversdorf - Nieblum - Niebüll - Nieby - Nienborstel - Nienbüttel - Niendorf a. d. St. - Niendorf bei Berkenthin - Nienwohld - Niesgrau - Nindorf (bei Hohenwestedt) - Nindorf (bei Meldorf) - Noer - Norddeich - Norddorf auf Amrum | - Norderbrarup - Norderfriedrichskoog - Norderheistedt - Nordermeldorf - Norderstapel - Norderstedt - Norderwöhrden - Nordhackstedt - Nordhastedt - Nordstrand - Norstedt - Nortorf - Nortorf (Steinburg) - Nottfeld - Nübbel - Nübel - Nusse - Nutteln - Nützen |

### O
| - Ockholm - Odderade - Oelixdorf - Oering - Oersberg - Oersdorf - Oeschebüttel - Oesterdeichstrich - Oesterwurth - Oevenum - Oeversee - Offenbüttel - Oldenborstel | - Oldenburg in Holstein - Oldenbüttel - Oldendorf - Oldenhütten - Oldenswort - Oldersbek - Olderup - Oldsum - Osdorf - Ostenfeld (Husum) - Ostenfeld (Rendsburg) - Osterby (Kr. Rendsburg-Eckernförde) | - Osterby (Kr. Schleswig-Flensburg) - Osterhever - Osterhorn - Oster-Ohrstedt - Osterrade - Osterrönfeld - Osterstedt - Ostrohe - Oststeinbek - Ottenbüttel - Ottendorf - Owschlag |

### P
| - Padenstedt - Pahlen - Panker - Panten - Passade - Peissen - Pellworm - Pinneberg - Plön | - Pogeez - Poggensee - Pohnsdorf - Pölitz - Pommerby - Poppenbüll - Pöschendorf - Postfeld | - Poyenberg - Prasdorf - Preetz - Prinzenmoor - Prisdorf - Probsteierhagen - Pronstorf - Puls |

### Q
| - Quarnbek - Quarnstedt | - Quickborn (Dithmarschen) | - Quickborn (Kr. Pinneberg) |

### R
| - Raa-Besenbek - Rabel - Rabenholz - Rabenkirchen-Faulück - Rade (Steinburg) - Rade b. Hohenwestedt - Rade b. Rendsburg - Ramhusen - Ramstedt - Rantrum - Rantzau - Rastorf - Ratekau - Rathjensdorf - Ratzeburg - Rausdorf | - Reesdorf - Reher - Rehhorst - Rehm-Flehde-Bargen - Reinbek - Reinfeld - Reinsbüttel - Rellingen - Remmels - Rendsburg - Rendswühren - Rethwisch (Steinburg) - Rethwisch (Stormarn) - Reußenköge - Rickert - Rickling | - Riepsdorf - Rieseby - Ringsberg - Risum-Lindholm - Ritzerau - Rodenäs - Rodenbek - Rohlstorf - Römnitz - Rondeshagen - Rosdorf - Roseburg - Rügge - Ruhwinkel - Rumohr - Rümpel |

### S
| - Sahms - Salem - Sandesneben - Sankt Annen - Sankt Margarethen - Sankt Michaelisdonn - Sankt Peter-Ording - Sarlhusen - Sarzbüttel - Saustrup - Schaalby - Schacht-Audorf - Schackendorf - Schafflund - Schafstedt - Schalkholz - Scharbeutz - Schashagen - Scheggerott - Schellhorn - Schenefeld (Kr. Pinneberg) - Schenefeld (Kr. Steinburg) - Schieren - Schierensee - Schillsdorf - Schinkel - Schiphorst - Schlesen - Schleswig - Schlichting - Schlotfeld - Schmalensee - Schmalfeld - Schmalstede - Schmedeswurth - Schmilau - Schnakenbek - Schnarup-Thumby - Schönbek - Schönberg (Holstein) - Schönberg (Lauenburg) - Schönhorst - Schönkirchen - Schönwalde am Bungsberg - Schretstaken - Schrum - Schuby | - Schulendorf - Schülldorf - Schülp (Dithmarschen) - Schülp b. Nortorf - Schülp b. Rendsburg - Schürensöhlen - Schwabstedt - Schwartbuck - Schwarzenbek - Schwedeneck - Schwentinental - Schwesing - Schwissel - Seedorf (Kr. Segeberg) - Seedorf (Lauenburg) - Seefeld - Seester - Seestermühe - Seeth - Seeth-Ekholt - Sehestedt - Selent - Selk - Seth - Siebenbäumen - Siebeneichen - Siek - Sierksdorf - Sierksrade - Sievershütten - Sieverstedt - Silberstedt - Silzen - Simonsberg - Sirksfelde - Sollerup - Sollwitt - Sommerland - Sönnebüll - Sophienhamm - Sören - Sörup - Sprakebüll - Stadum - Stafstedt - Stakendorf | - Stangheck - Stapelfeld - Stedesand - Steenfeld - Stein - Steinberg - Steinbergkirche - Steinburg - Steinfeld - Steinhorst - Stelle-Wittenwurth - Sterley - Sterup - Stipsdorf - Stockelsdorf - Stocksee - Stolk - Stolpe - Stoltebüll - Stoltenberg - Stördorf - Störkathen - Strande - Strübbel - Struckum - Strukdorf - Struvenhütten - Struxdorf - Stubben - Stuvenborn - Süderau - Süderbrarup - Süderdeich - Süderdorf - Süderende - Süderfahrenstedt - Süderhackstedt - Süderhastedt - Süderheistedt - Süderhöft - Süderlügum - Südermarsch - Süderstapel - Sülfeld - Süsel - Sylt |

### T
| - Taarstedt - Tackesdorf - Talkau - Tangstedt (Kr. Pinneberg) - Tangstedt (Stormarn) - Tappendorf - Tarbek - Tarp - Tasdorf - Tastrup - Tating - Techelsdorf - Tellingstedt - Tensbüttel-Röst - Tensfeld | - Tetenbüll - Tetenhusen - Thaden - Thumby - Tielen - Tielenhemme - Timmaspe - Timmendorfer Strand - Tinningstedt - Todenbüttel - Todendorf - Todesfelde - Tolk - Tönning | - Tornesch - Tramm - Trappenkamp - Travenbrück - Travenhorst - Traventhal - Treia - Tremsbüttel - Trennewurth - Trittau - Tröndel - Tümlauer-Koog - Tüttendorf - Twedt |

### U
| - Uelsby - Uelvesbüll | - Uetersen - Ulsnis | - Uphusum - Utersum |

### V
| - Vaale - Vaalermoor | - Viöl - Vollerwiek | - Vollstedt - Volsemenhusen |

### W
| - Waabs - Wacken - Wagersrott - Wahlstedt - Wahlstorf - Wakendorf I - Wakendorf II - Walksfelde - Wallen - Wallsbüll - Wanderup - Wangelau - Wangels - Wankendorf - Wapelfeld - Warder - Warnau - Warringholz - Warwerort - Wasbek - Wattenbek - Weddelbrook - Weddingstedt - Wedel - Weede - Wees - Weesby - Welmbüttel - Welt - Wendtorf | - Wennbüttel - Wenningstedt-Braderup (Sylt) - Wensin - Wentorf (Amt Sandesneben) - Wentorf bei Hamburg - Wesenberg - Wesselburen - Wesselburener Deichhausen - Wesselburenerkoog - Wesseln - Westensee - Westerau - Westerborstel - Westerdeichstrich - Westerhever - Westerholz - Westerhorn - Westermoor - Wester-Ohrstedt - Westerrade - Westerrönfeld - Westre - Wewelsfleth - Wiedenborstel - Wiemersdorf - Wiemerstedt - Wiershop - Willenscharen - Wilster | - Windbergen - Windeby - Winnemark - Winnert - Winseldorf - Winsen - Wisch (Holstein) - Wisch (Nordfriesland) - Witsum - Wittbek - Wittdün auf Amrum - Wittenbergen - Wittenborn - Wittmoldt - Witzeeze - Witzhave - Witzwort - Wobbenbüll - Wohlde - Wohltorf - Wöhrden - Wolmersdorf - Woltersdorf - Worth - Wrist - Wrixum - Wrohm - Wulfsmoor - Wyk auf Föhr |

### Z
| - Zarpen | - Ziethen |  |